# 演說廣場
演說廣場，又譯演講角，是一个允许民眾公開發表演說的地方，最著名的一个演说者之角位于英国伦敦西敏區海德公园的东北角。在遵守現行的法律下任何人可以自由地對於各種議題發表演說。
在伦敦的其他公园，如芬斯伯里公園（Finsbury）、克拉珀姆公地（Clapham Common）和维多利亚公园以及其他国家的一些地方都設有演说者之角。美國則沒有專門選定永久為演說者設置的演說者之角。

## 海德公园演说者之角

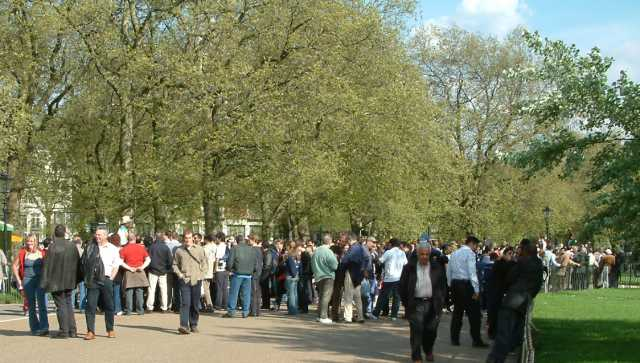
2004年4月某個星期天的演說者之角一景

一般認定的演說者之角是在於大理石拱門附近的區域，實際上亦包含附近的改革樹及閱兵典禮會場這廣大的區域。
1855年為了抗議《周日營業法案》（Sunday Trading Bill）在海德公園發生暴動，該法律限制勞動者在勞工唯一的休息日星期日進行商業活動，這場事件被卡爾·馬克思描述為在英國的革命的開始。
1866年到1867年間，海德公園也成為人民憲章主義運動的抗議會場，雖然沒有常設的會場設施但不少勞工聚集在此。改革聯盟從在此為了要求擴大勞工者的選舉權因此展開激烈的抗爭。
經過幾番對於民主改革訴求的暴動和社會運動之後，有人開始思考將海德公園賦予「自由演說」的權利。1872年在《皇家公園及庭園法》（Royal Parks and Garden's Act）中將集會的許可權轉交給公園當局（而非中央政府）。人們認為根據這條法律將可以在此得到自由辯論的權利，但是實際上並非如此順利。國會認為該法並非讓公園成為完全無限制的進行演說和集會的場所，最後折衝之下變成公園的一部分得以如此利用，也就是現在的演說者之角。此後演說者之角變成英國抗議和集會的場所，此外也進行演說和議論的公共空間。
不過另外也有一種說法是源於在執行死刑之前，讓犯人說出最後的自白的說法。
在演說者之角活躍的演說家大多數並未成為主流，其中較有名者包括馬克思主義的創始人卡爾·馬克思、列寧主義之父的列寧、左翼作家喬治·歐威爾和社會主義運動藝術家威廉·莫里斯等等的人。
在此演說雖然有被群眾大喝倒彩的可能性，但是無須事前申請手續，以及幾乎可以討論所有議題的優點，讓演說者之角的存在變成彰顯及實踐言論自由的象徵，因此備受支持。
另外，雖然允許在特定的場所進行演說，有人批評有權者因為在大多數的公共場合被限制言論自由，因此也會來使用演說者之角。事實上王立公園有成文法明確地禁止在演說者之角以外的地方進行演說。例如19世紀的末期因為倫敦郡議會的緣故讓社會主義者的集會和演說只限於公園的一角。
2003年2月15日公園管理局禁止關於美伊戰爭相關的議題，遭到大規模的反對運動抗爭被逼得撤回命令。這場抗爭運動是英國史上最大的抗議行動，有100萬人以上參加。

## 其他地区

### 千里達西班牙港
在广场的东南角，一块黑板上列着当天讨论话题以及其他重要信息。演说话题按兴趣分类，称为「classes」。

### 澳洲悉尼
1878年，在悉尼的the Domain建立了一个演说者之角。 

### 香港維多利亞公園
在1980年代至2010年代末，香港電台曾經逢週末中午在不同的公園舉辦過城市論壇，為一個邀請各界人士，就當時的民生議題、社會輿論展開的公開對話節目，而該討論亦會在相關電視台以錄影形式或以直播形式播映。該節目在2021年播放了最後一集後，目前已結束相關的運作。

## 书籍
- Heathcote Williams：The Speakers，1964年
- Tony Allen：A Summer in the Park - A Journal of Speakers' Corner，2004年

## 外部連結
- 演说者之角网站 （页面存档备份，存于）
- Tony Allen的演说者之角日记 （页面存档备份，存于）
- 海德公园演说者之角
- 广场的历史

1. ↑  . 劍橋詞典.   [2021-03-31]. （原始内容存档于2015-11-27）.
2. ↑  . 劍橋詞典.   [2021-03-31]. （原始内容存档于2015-11-27）.